# Francisco de Velasco (músico)
Francisco (de) Velasco, también conocido como Francisco Velasco de Aguayo o de Calahorra (Toledo, siglo XVI – Calahorra, 7 de abril de 1585) fue un compositor y maestro de capilla español.

## Vida
No es muchos lo que se sabe de los primeros años de la vida de Francisco de Velasco. Era clérigo en la diócesis de Toledo y cantor cuando consiguió el puesto en Calahorra, de donde proceden las primeras noticias que tenemos de él.
Velasco fue elegido para el cargo de maestro de capilla de la Catedral de Calahorra el 28 de septiembre de 1560, tras la renuncia de Diego de Arévalo. El 4 de marzo de 1572 las actas capitulares calagurritanas informan del traslado del maestro a Santiago de Compostela.

### Magisterio en Santiago de Compostela
En 1570 se presentó a las oposiciones para el cargo de maestro de capilla de la Catedral de Santiago de Compostela, uno de los cargos más importantes de España que había quedado vacante tras el fallecimiento de Francisco de Logroño. Velasco no pudo asistir en persona y envió a Jácome de Aguilar, natural de Monzón, para que le representase. En las oposiciones se enfrentó a Pedro de Alba, maestro de la Catedral de Oviedo; Roque de Salamanca, capellán de la Catedral de Salamanca; Alonso de Tejeda, cantor de la diócesis de Zamora, que acudió en sustitución de su maestro, el enfermo Rodrigo Ordóñez, maestro de capilla de la Catedral de Zamora; y un tal Carranza, vecino de Orense. Se votó el 12 de julio de 1571 y Velasco salió como ganador.
Los problemas con el Cabildo comenzaron pronto como indica que el 16 de junio de 1572 ya buscase otra Catedral, presentándose a las oposiciones para el magisterio de la Catedral de Burgos. Ganó las oposiciones Pedro de Alba, de Palencia. Un año después se ausentó 62 días de su puesto, con permiso del Cabildo, aunque se denota poco cariño por el compositor.
El 11 de enero de 1577 recibió el primer apercibimiento por parte del Cabildo por reiteradas faltas. Velasco no cambié su actitud y el Cabildo decidió castigarle económicamente, retirándole 36 000 de su salario, dedicados a la alimentación de los mozos. El Cabildo decidió que Velasco los mantuviese a su costa, ya que los aumentos de salario debían ser suficientes. Sin embargo a principios de 1578 el mayordomo capitular tuvo que dar vestidos a los seis mozos del coro, «atento que por diuersas veçes le a sido mandado en vista y no lo a querido hazer ni tener quenta con ellos». Se llegó a un ultimátum y el 12 de mayo de 1578 se le convocó personalmente con el sochantre Amorín, y se le reprendió por última vez.
La lucha de poder entre el Cabildo y Velasco, que había ido escalando en los últimos años, desembocó en un proceso judicial de jurisdicción religiosa. Se le acusaba de las siguientes faltas:

[...] en primer lugar, por sus continuas faltas de asistencia, acudiendo a sus negocios personales, y por las de los cantores, motivadas estas últimas por las rencillas y malos tratos que les había infligido; en segundo lugar, por la nula previsión de lo que se tenía que cantar en el coro, que derivaba en la comisión de errores y descuidos, y de lo que tenían que cantar y tañer los ministriles, que tañían y cantaban cosas contrarias a la decencia requerida, provocando el escándalo entre la multitud que asistía a las ceremonias en fiestas y regocijos; en tercer lugar, por el incumplimiento de su obligación de mantener, enseñar y dar lecciones de canto a los seis mozos de coro, cuya falta de higiene, mala alimentación y malos cuidados por parte del maestro de capilla, les habían llevado a caer enfermos de «indispusiçiones feas e contagiosas».
Arturo Iglesias Ortega

El proceso fue largo y complicado y se presentaron numerosas declaraciones de testigos, que resultaron parciales y contradictorias. En general todos estaban de acuerdo que Velasco tenía numerosos amoríos com mujeres de la ciudad, incluyendo monjas, casadas y solteras. Parece ser que tuvo por lo menos un hijo con una monja, que llevó a vivir con su otra hija, que vivía en Castilla. El maltrato de los mozos del coro también salió a relucir, incluyendo la  la enfermedad de varios por falta de alimentos y el posible fallecimiento de uno por las mismas causas.
El 16 de junio de 1578 finalmente se le expulsó del cargo. Velasco recurrió a la Real Chancillería de Valladolid y recuperó parte de su salario, pero en 1579 el seglar Andrés de Villalar ya era maestro de capilla en Santiago de Compostela.

### Últimos magisterios
Tras su expulsión de Santiago de Compostela, Velasco se trasladó hacia 1578 a Ciudad Rodrigo, donde ejerció de maestro de capilla en la Catedral ya que el cargo estaba vacante tras la partida de Juan Navarro.
Permaneció en la Ciudad Rodrigo hasta 1580, cuando fue elegido maestro de capilla de la Catedral de Sigüenza. No está claro que llegara a ocupar el cargo, y si lo hizo, fue de forma breve, ya que el 7 de octubre de 1580 se nombra a Francisco Garro como maestro de Sigüenza.
Ese mismo año las actas capitulares de la Catedral de Cuenca informan de la llegada de Velasco para cubrir la vacante dejada por Ginés de Boluda, afirmando que procedía de Ciudad Rodrigo. En Cuenca se le concedió un salario de 200 ducados y 30 fanegas de trigo.
Sin embargo, el salario no debía ser suficiente, ya que en 1581, con la excusa de su mala salud, Velasco partió hacia Calahorra, donde había quedado vacante el magisterio tras la partida de Alonso de Tejeda el 28 de junio de 1581. En Calahorra se le ofrecieron 100 escudos más del salario de mediorracionero, lo que lo convenció para quedarse. Permanecería en el cargo hasta su fallecimiento el 7 de abril de 1585.

## Obra
Hay información de que a su muerte dejó misas, motetes y villancicos en la Catedral de Calahorra, pero no se ha conservado ninguna obra suya.